# Communauté de communes de Nozay
Die Communauté de communes de Nozay ist ein französischer Gemeindeverband mit der Rechtsform einer Communauté de communes im Département Loire-Atlantique in der Region Pays de la Loire. Sie wurde am 2. Dezember 1994 gegründet und umfasst sieben Gemeinden. Der Verwaltungssitz befindet sich im Ort Nozay.

## Historische Entwicklung
Der ursprünglich als Communauté de communes de la Région de Nozay gegründete Verband wurde mit Wirkung vom 1. Januar 2018 auf  die aktuelle Bezeichnung umbenannt.

## Mitgliedsgemeinden
| Gemeinde                        | Einwohner 1. Januar 2022 | Fläche km² | Dichte Einw./km² | Code INSEE | Postleitzahl |
| ------------------------------- | ------------------------ | ---------- | ---------------- | ---------- | ------------ |
| Abbaretz                        | 2.052                    | 61,76      | 33               | 44001      | 44170        |
| La Grigonnais                   | 1.815                    | 21,22      | 86               | 44224      | 44170        |
| Nozay                           | 4.280                    | 57,7       | 74               | 44113      | 44170        |
| Puceul                          | 1.124                    | 20,09      | 56               | 44138      | 44390        |
| Saffré                          | 4.075                    | 57,46      | 71               | 44149      | 44390        |
| Treffieux                       | 976                      | 19,12      | 51               | 44208      | 44170        |
| Vay                             | 2.084                    | 36,13      | 58               | 44214      | 44170        |
| Communauté de communes de Nozay | 16.406                   | 273,48     | 60               | –          | –            |